# ميلدريد شاي
ميلدريد شاي (بالإنجليزية: Mildred Shay)‏ هي ممثلة أمريكية، ولدت في 26 سبتمبر 1911 في سيدارهورست في الولايات المتحدة، وتوفيت في 15 أكتوبر 2005 في غلينديل في الولايات المتحدة.

## وصلات خارجية
- ميلدريد شاي على موقع IMDb (الإنجليزية)
- ميلدريد شاي على موقع أول موفي (الإنجليزية)
- ميلدريد شاي على موقع قاعدة بيانات برودواي على الإنترنت (الإنجليزية)
- ميلدريد شاي على موقع قاعدة بيانات الأفلام السويدية (السويدية)
- ميلدريد شاي على موقع قاعدة بيانات الفيلم (الإنجليزية)
- ميلدريد شاي على موقع كينوبويسك (الروسية)